# Hsp70

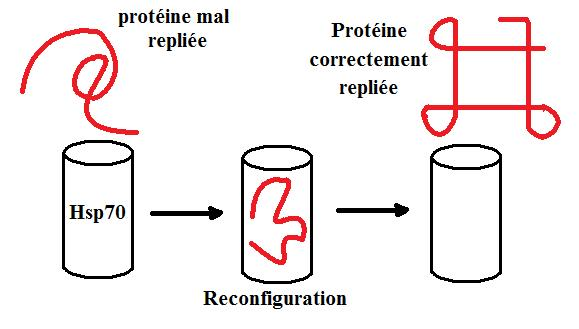
Diagram znázorňující funkci Hsp70 chaperonu (francouzsky)

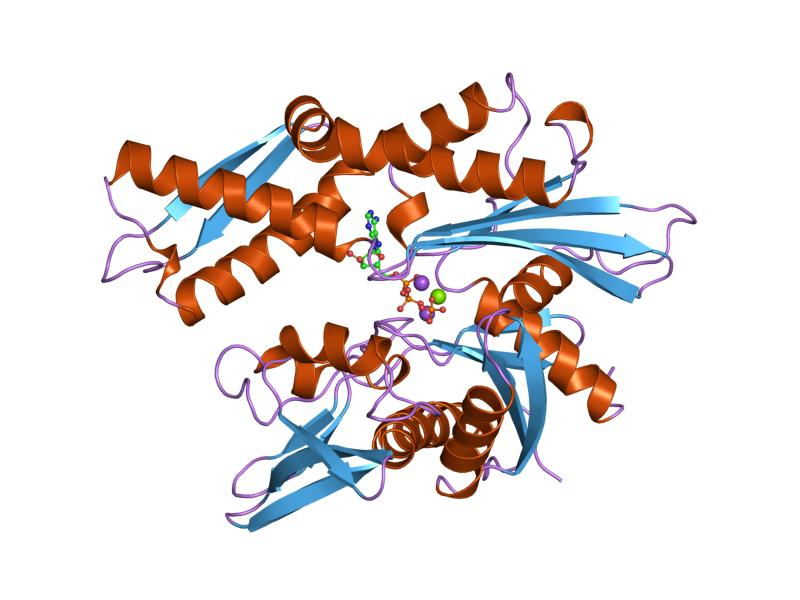
ATPázová doména Hsp70 proteinu

Hsp70 (heat shock protein 70) je jeden z nejběžnějších proteinů teplotního šoku pracující jako chaperon. Vyskytuje se v určité podobě nejen u eukaryot včetně člověka, ale také u bakterií a archebakterií, ačkoliv se u nich obvykle označují DnaK. V eukaryotických genomech sídlí celá rodina Hsp70 genů, i kvasinky mají 14 genů pro Hsp70.

## Funkce
Hsp70 se po vazbě ATP dostává do otevřené konformace, v níž je schopen vázat hydrofobní části špatně složených proteinů. Následně dochází k hydrolýze ATP a uzavření chaperonového komplexu, čímž protein dostane možnost sbalit se do správného prostorového uspořádání. V následující fázi dojde k výměně ADP za ATP a cyklus je možné opakovat. Pro správné složení jednoho proteinu je obvykle potřeba několikrát celý cyklus opakovat. Hsp70 takto ovlivňuje konformaci širokého spektra polypeptidů a v buňce se objevuje ve zvýšeném množství tehdy, je-li buňka vystavená určitým formám stresu (např. teplotnímu šoku). Služeb Hsp70 proteinů se ale využívá i při transportu bílkovin do plastidů a mitochondrií, kde je zase nutné, aby přepravovaný protein měl spíše lineární tvar a neskládal se do své nativní konformace.